# Laqe

Mapa starożytnego Bliskiego Wschodu ok. 1000-800 p.n.e. z zaznaczonymi najważniejszymi aramejskimi i nowohetyckimi państewkami. Laqe leżało pomiędzy Bit-Halupe a Hindanu

Laqe (1 połowa I tys. p.n.e.) –  kraina nad środkowym biegiem Eufratu, obejmująca obszar u ujścia rzeki Chabur do Eufratu i tereny leżące na południe od niego. Od północy graniczyła z państewkiem Bit-Halupe, a od południa z państewkiem Hindanu, które oddzielało je od krainy Suhu. Jej ludność stanowiła mieszanka grup plemion aramejskich i arabskich. Laqe stanowiło luźną federacją niewielkich państewek plemiennych rządzonych przez niezależnych szejków i nigdy nie zostało zjednoczone pod rządami jednego władcy.
Pierwsze wzmianki o Laqe pochodzą z początku I tys. p.n.e. Asyryjski król Adad-nirari II (911-891 p.n.e.) otrzymał trybut od miast w Laqe i z sąsiedniego kraju Hindanu w trakcie jednej ze swych wypraw w rejon środkowego Eufratu. Również jego syn i następca Tukulti-Ninurta II (890-884 p.n.e.) otrzymał w Laqe trybut od tamtejszych władców Mudaddy, Hamataji i Haranu. Za rządów Aszur-nasir-apli II (883-859 p.n.e.) Laqe, Hindanu i Suhu zawiązały antyasyryjską koalicję, której poparcia udzieliły również Bit-Adini i Babilonia (ok. 877 rok p.n.e.). Aszurnasirpal II pokonał wojska koalicji i w pościgu za nimi wkroczył na ich terytorium niszcząc miasta i deportując ludność. Nad jedną z przepraw przez Eufrat doszło do starcia zbrojnego wojsk asyryjskich z wojskami Azi-ilu, jednego z władców Laqe. Jego armia została pokonana, a on sam zmuszony został do ucieczki w góry.
Za rządów Adad-nirari III (810-783 p.n.e.) Laqe wraz z innymi krainami w tejonie środkowego Eufratu przydzielone zostało w zarządzanie Nergal-eriszowi, gubernatorowi prowincji Rasappa. W połowie VIII w. p.n.e., gdy ziemie Laqe najechała i zaczęła pustoszyć dwutysięczna grupa wojowników z aramejskiego plemienia Hatallu, Adad-da'anu, gubernator Laqe, zwrócił się o pomoc do Ninurty-kudurri-usura, władcy Suhu. Ten, dowiedziawszy się, iż Hatallu mieli w planach najechać również jego kraj, wkroczył do Laqe i pokonał najeźdźców. Szama'gamni, wódz Hatallu, został pojmany, zabity i obdarty ze skóry, którą później wystawiono na widok publiczny w bramie jednego z miast w Suhu.